# Per Frine
Per Frine è un'orazione di Iperide da lui pronunciata ad Atene in un anno imprecisato degli anni 340 a.C. o poco tempo dopo.
Questa orazione nell'antichità fu considerata una delle migliori di Iperide, apprezzato secondo Gianfranco Bartolini per "spregiudicatezza, ironia e sottigliezza". Essa fu tradotta in lingua latina da Valerio Messala e anche il Trattato del Sublime espresse parole di apprezzamento (a suo parere Demostene non sarebbe stato capace di scrivere su un caso del genere un discorso simile), pur considerando il processo di Frine come un caso di minore importanza.
Nonostante l'eccezionale notorietà del processo di Frine, dovuta soprattutto all'aneddoto (ritenuto falso da alcuni studiosi) secondo il quale Iperide avrebbe scoperto il seno dell'etera per farla assolvere dai giudici (o, secondo un'altra versione, sarebbe stata l'etera stessa a denudarsi), la famosa orazione di Frine è andata perduta, eccetto 10 frammenti conservati per tradizione indiretta (fr. 171-180 Jensen). Nel 2013 Peter O'Connell ha proposto come probabile frammento della Per Frine una sezione (VIII, 123-124) dell’Onomastikon di Giulio Polluce riguardante i misteri eleusini.

## Edizioni italiane dei frammenti
- Mario Marzi (parte su Iperide) (a cura di), Oratori attici minori, vol. 1, UTET, 1977, ISBN 978-88-02-02633-6.